# 神君幻法帖
『神君幻法帖』（しんくんげんぽうちょう）は、山田正紀による日本の伝奇時代小説。『問題小説』（徳間書店）にて2007年11月号から2008年9月号まで連載された。

## あらすじ
徳川家に盤石の安泰をもたらすため―、捨て石となれ。
元和3年（1617年）、久能山東照宮に埋葬された徳川家康公の御霊を日光東照宮に移し、卯月（4月）17日に正遷宮の儀式が執り行われることとなった。霊柩を遷するその行列は『身乾薪如』という二輿の輿車を擁している。その二輿の輿車-『先自身焦』と『未他焼能』-をそれぞれ担い、いずれが先に日光東照社に到着するか競え。それが“幻法者”山王一族と摩多羅一族に下された命であった。
幻法者対幻法者、7人対7人。異様な体術を駆使して繰り広げられる「幻法」合戦の幕が切って落とされた。

## 登場人物

### 山王一族
山王 主殿介（さんのう とのものすけ）
山王一族の若き棟梁。知性的で、どこか瞑想的な憂愁の気さえ漂わせた若者。見るだけで人を生きたまま死後硬直に陥らせ、生体防御を停止させることで身体を腐敗させる。
首 六衛（おびと ろくえ）
四十がらみの小柄な男。鼻まで覆う柿色の頭巾を被っている。頭部の瘤で他人の感情を読みとり、操る。
螺鈿 兵助（らでん へいすけ）
さほど大柄というわけではないが、全身鎧を着ているかのように筋肉が盛りあがっている男。その表皮は貝の殻さながらに外骨格をなしている。
蜃 気迫（みずち きはく）
坊主頭で全身無毛、肌が濡れたようにあさ黒い四十がらみの男。腰にヒョウタンをぶらさげている。蜃気楼のごとく霧を噴きあげ、そこに幻影を描く。山王一族においては副棟梁格。
九似 鉄斉（きゅうじ てっさい）
何も特徴のない平凡な顔で、茫洋として年齢の見当さえつけがたい男。自分の顔をほかの人間に重ねあわせることができる。
籠女（こもめ）
蜘蛛の糸を操る、妖艶な美女。
虹梁（こうりょう）
美少女というより美少年といっていいりりしさを持つ少女。虹を生み出し、敵を幻惑する。

### 摩多羅（またら）一族
摩多羅 木通（またら あけび）
摩多羅一族の女棟梁。18歳。見るだけで人の体温を死人のように低下させ、体内に存在する分解酵素を活動させ生きたまま身体を腐敗させる。
膚 主膳（はだえ しゅぜん）
副棟梁。五十がらみ、太り肉、見るからに福相の男。刀術の達人。死のプロセスを停止させることで、致命傷を負っても復活する。
守宮 一角（やもり いっかく）
小柄で痩せているが、その手足だけが何か別種の生き物でもあるかのように異様に大きく、どこか爬虫類のような印象の男。足裏の強い吸着力で、壁や屋根裏を這う。
祈祷 十兵衛（きとう じゅうべえ）
三十がらみの男で、蓬頭垢面。痩せて、顔色が悪く、このうえもなく陰気な顔つきをしている。自分の体内に寄生する自殺誘導寄生虫を敵に寄生させて自殺に追い込む。
双 伴内（ふたつ ばんない）
皺は深いが、まずは尋常な、実直そうな中年男。まるで子供のように小柄。右の肩から首筋にかけて隆起した肉に一つの顔が付いている。普通の顔の半分ぐらいの大きさで、唇らしいものはあるが、目鼻はなく、人間の皮膚と髪の毛で覆われている。この肉の隆起にもう1つの人格、一（ひとつ）伴内をもつ。
疾風 隼人（はやて はやと）
見るからに野生児ではあるが、その剽悍さの中にある種のすがすがしさのようなものが感じられる14歳の少年。山刀を投げてかまいたちを起こす。
飾毛（かざり）
童女のように小柄で、その体がしなやかに細い、白髪の少女。その言動は童女のようにあどけない。体重は30キロをわずかに上まわる程度。飼っている無数の蜘蛛から採取した糸-なかでも蜘蛛が自分の体を支える牽引糸-を編みあげた薄布を何重にもまとって天女のごとく宙を舞う。

### 徳川家周辺
竹千代君
のちの3代将軍徳川家光。
松平信綱
竹千代君の小姓。のちの老中。異名・知恵伊豆。
稲葉正勝
竹千代君の小姓。春日局の長男。
南光坊天海
かつて徳川家康が最大の信頼をおいた、天台宗の高僧。

## 用語
幻法者
歴史の闇に跳梁し、いつしか忘れられていった一群の者達。戦国時代、戦場往来御免の身となって、敵味方を問わず、戦死者を葬るのをなりわいとしていた。葬礼、埋葬、火葬こそが彼らの本業である。
常に渡っていたために「ワタリ」の名で呼ばれることもあり、権力者たちの権力の及ばぬ寺域、神域を渡り歩いて「神人（じにん）」の名で呼ばれることもあった。戦国大名たちの書簡に、「飛脚」、「脚力」、あるいは「使僧」の名で登場し、戦場から戦場に書を運ぶ任に携わっていたのも彼らであったらしい。
彼らは全人衆（まとうどしゅう）、あるいは幻人衆（まどうどしゅう）と呼ばれることが多かった。幻人衆――すなわち幻人（げんじん）、幻者（げんしゃ）である。
彼らは「無縁者」であり、「公界者」でもあって、そのほとんどが惣村（共同体）の外――寺域、神域、街道、河原、山中、墓地付近など――でひっそりと生きていた。しかし徳川体制が確立されるにつれて、そうしたアジールは過去の遺物とならざるをえず、元和3年、東照社の奉仕として、一山衆徒、社家、一坊、宮仕、神人などの体制が整備されて、彼ら日光山を聖山（アジール）とする幻法者たちもいやおうなしにその体制に組み入れられることとなった。
山王一族
聖山、日光山を本拠にかまえる幻法者の一族。山王神を奉じ、“死”をつかさどる。
摩多羅一族
聖山、日光山を本拠にかまえる幻法者の一族。摩多羅神を奉じ、“生”をつかさどる。
身乾薪如（しんいぬいしんじょ）
徳川家康公の遺体を収めた霊柩につき従う行列が擁する輿車（おきぐるま）。日光山の神廟造営が、霊柩が入山する時に間に合わぬ場合に御仮殿代わりに使用する。『未他焼能（みたしょうのう）』と『先自身焦（さきじしんしょう）』という二輿で、それぞれ金地院崇伝と南光坊天海が命名した。山王一族は『先自身焦』を、摩多羅一族は『未他焼能』をおのおの担い、どちらが先に日光東照宮に到着するかを競うこととなる。
その真の役割は、徳川家への生け贄を供するためのジャガーノートである。「身乾薪如」は「わが身は乾いた薪の如し」の意味であり、狂信的なヒンドゥー教徒がジャガーノートを祀った戦車の前に我と我が身を投げ出し、自身を神の生け贄に供するように、「乾いた薪の如」くに幻法者たちを生け贄にすることが目的である。「先自身焦」とは「先ずもって自が身を焦がす」の謂いであり、「未他焼能」は「他を焼くを能わず」の謂いである。

## 書誌情報
- 神君幻法帖 2009年2月18日発売 ISBN 978-4-19-862680-8 徳間書店刊
- 神君幻法帖 2013年10月4日発売 ISBN 978-4-19-893757-7 徳間文庫

装画は佐伯俊男。

## 備考
著者インタビューにおいて、『神君幻法帖』は山田風太郎の『甲賀忍法帖』へのオマージュであり、登場する術者たちの術は同じで、科学的理由づけだけはアップデートしたと語っている。